# Municipio de Hanover (condado de Licking)
El municipio de Hanover (en inglés: Hanover Township) es un municipio ubicado en el condado de Licking en el estado estadounidense de Ohio. En el año 2010 tenía una población de 2705 habitantes y una densidad poblacional de 41,7 personas por km².

## Geografía
El municipio de Hanover se encuentra ubicado en las coordenadas 40°3′47″N 82°14′5″O / 40.06306, -82.23472. Según la Oficina del Censo de los Estados Unidos, el municipio tiene una superficie total de 64.87 km², de la cual 63,78 km² corresponden a tierra firme y (1,68 %) 1,09 km² es agua.

## Demografía
Según el censo de 2010, había 2705 personas residiendo en el municipio de Hanover. La densidad de población era de 41,7 hab./km². De los 2705 habitantes, el municipio de Hanover estaba compuesto por el 97,63 % blancos, el 0,78 % eran afroamericanos, el 0,37 % eran amerindios, el 0,18 % eran asiáticos, el 0,18 % eran de otras razas y el 0,85 % eran de una mezcla de razas. Del total de la población el 0,33 % eran hispanos o latinos de cualquier raza.